# Улица Миславского (Казань)
Улица Миславского (тат. Миславский урамы) — улица в Вахитовском районе Казани. Проходит от Кремлёвской до Большой Красной улицы.
Пересекается с улицами Батурина, Дзержинского, Карла Маркса и Большой Красной.

## История
Улица расположена в историческом центре Казани, недалеко от Казанского Кремля.
Существует гипотеза о существовании на этом месте каменных построек ещё со времён Казанского ханства.
До 1929 года улица носила название «Казанская» («Малая Казанская»).
Улица идёт вниз от улицы Кремлёвской (до 1917 года носившей название «Воскресенская») — к Казанскому Богородицкому монастырю, основанному на месте обретения в 1579 году чудотворной Казанской иконы Божией Матери.
В изданной впервые в 1895 году книге историка Н. П. Загоскина «Спутник по Казани» сообщалось, в частности, что улица Малая Казанская «впадает» в улицу Воскресенскую «с левой руки, но противоположную сторону её не прорезывает, начинаясь от Казанского Богородицкого монастыря и упираясь в квартал гостиного двора».
Переименована в улицу Миславского 16 мая 1929 года Президиумом Казанского городского Совета рабочих и красноармейских депутатов в честь Николая Александровича Миславского (1854 — 1929) — основателя казанской школы физиологов.
На улице Миславского находятся дома с номерами: 1, 4, 6, 8/1, 9, 10, 11, 12/11, 13, 14, 15, 16/16, 17/14 (жилой дом железнодрожников).

## Достопримечательности

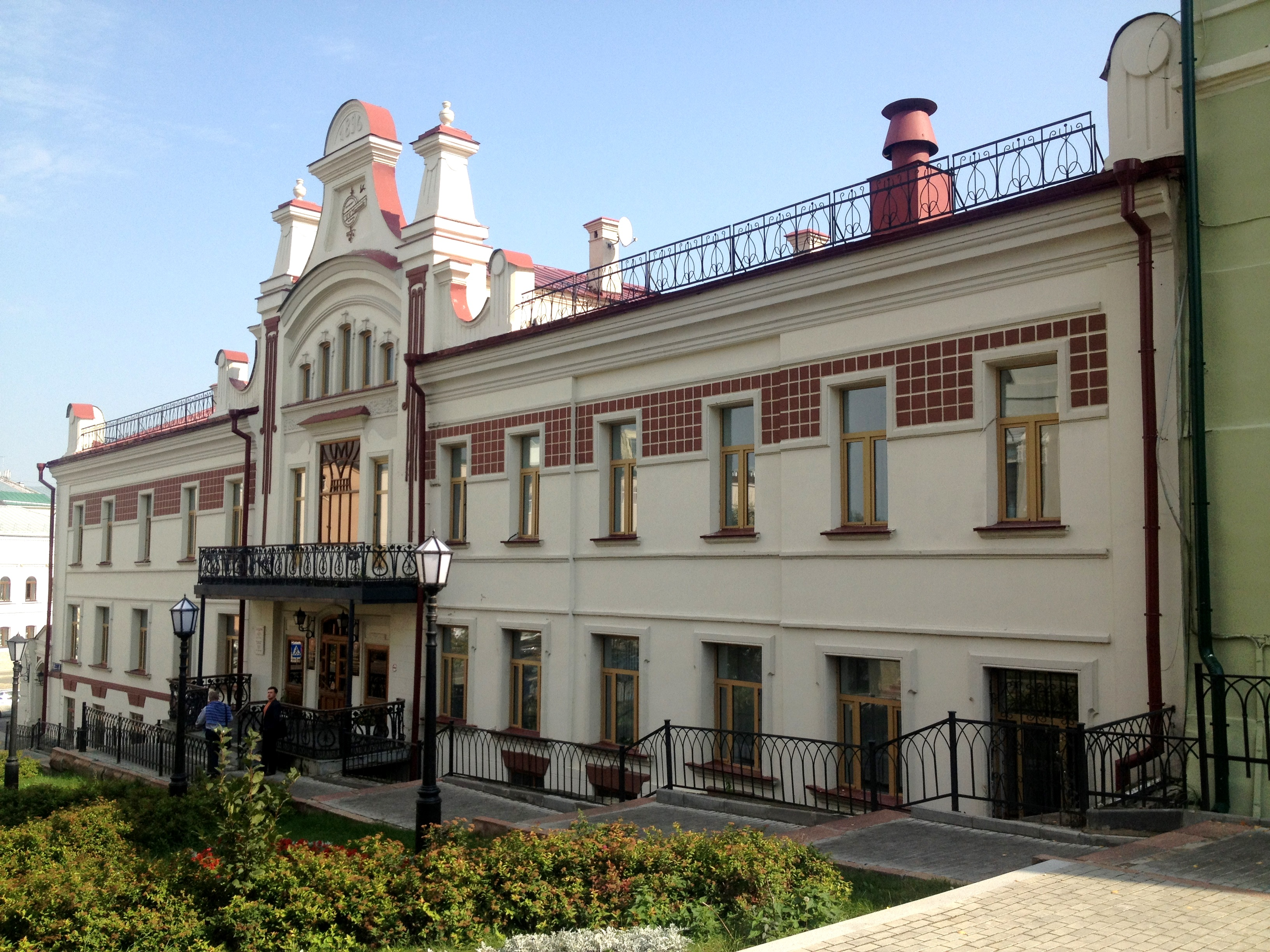
Здание «Типографии И. Н. Харитонова» (ул. Миславского, д. 4)

Улица Миславского соединена с улицей Кремлёвской каменной лестницей, у основания которой находится фонтан и небольшой сквер.

### Здание «Типографии И. Н. Харитонова»
В начале улицы находится здание «Типографии И. Н. Харитонова» постройки XIX века (дом № 4), являющееся, в соответствии с постановлением Совета министров ТАССР № 320 от 27 июля 1987 года, объектом культурного наследия регионального (республиканского) значения.
Дом построен в первой половине XIX века, перестраивался в 1874 и 1908 годах, принадлежал А. А. Кремлёву. Затем в нём разместилась «Типография И. Н. Харитонова», с 1916 года — Типография «Умид»
Трёхэтажный дом в стиле эклектики. Центральная часть дома отражает мотивы модерна.
В настоящее время в здании располагаются Управление жилищной политики Исполнительного комитета муниципального образования города Казани.

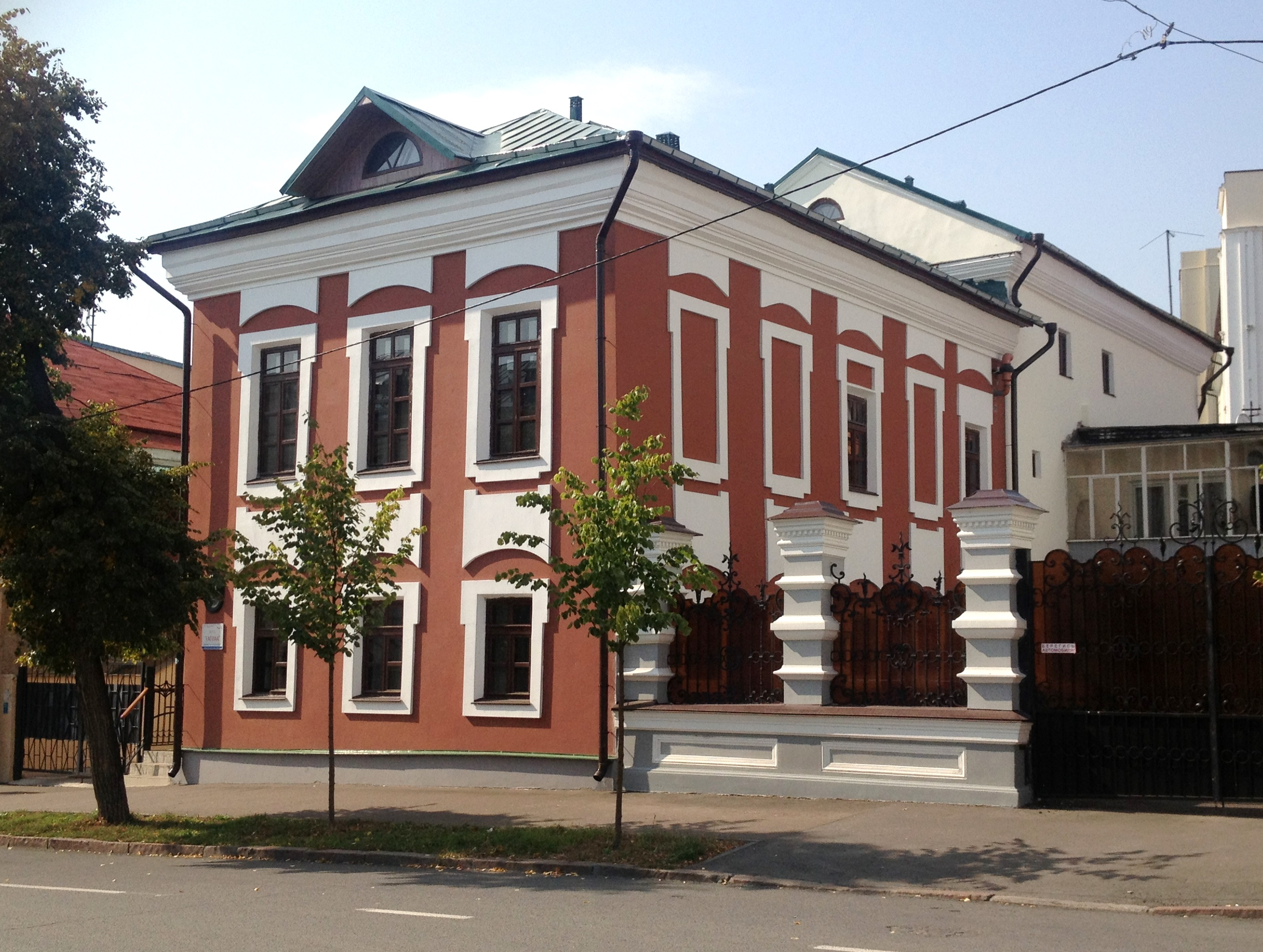
«Дом жилой, конец XVIII в.» (ул. Миславского, д. 11)

### Академический лицей имени Н. И. Лобачевского
По адресу: улица Миславского, дом 8 А, находится Частное общеобразовательное учреждение «Академический лицей имени Н. И. Лобачевского».

### Дом жилой (конец XVIII века)
По адресу: улица Миславского, дом 11, находится памятник архитектуры «Дом жилой, конец XVIII в.», являющийся, в соответствии с постановлением Совета министров ТАССР № 320 от 27 июля 1987 года, объектом культурного наследия регионального (республиканского) значения.
Дом построен в конце XVIII века предположительно архитектором В. И. Кафтырёвым.
В плане дом представляет собой вытянутый прямоугольник, короткой стороной выходящий на «красную линию» улицы Миславского. Планировка многократно подвергалась изменениям. В интерьерах сохранились фрагменты лепнины и камни.
В настоящее время здание занимает второй корпус гостиницы «Фатима».

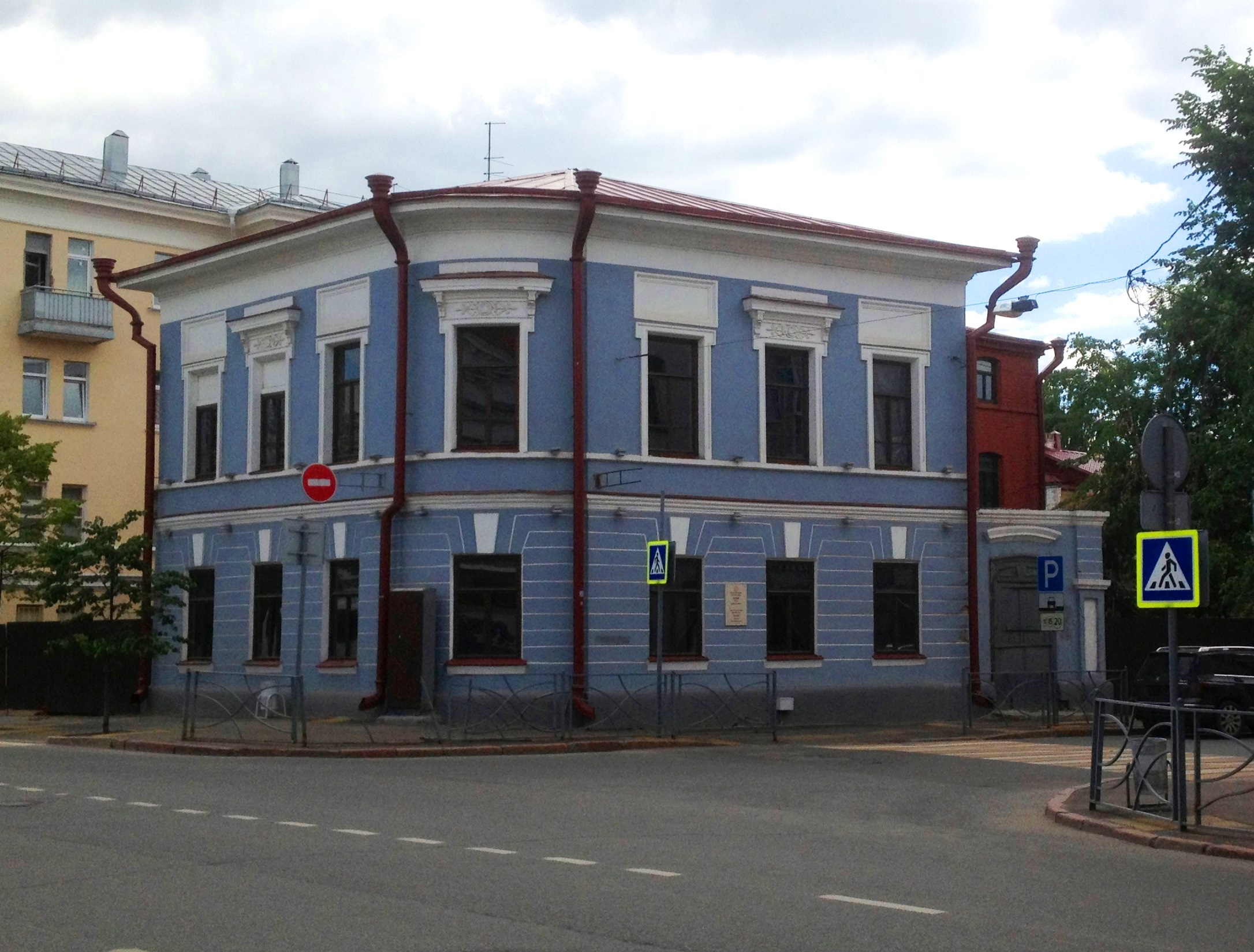
«Дом жилой, XIX в.» (ул. Миславского, д. 16)

### Пересечение улиц Миславского иКарла Маркса
На пересечении улиц Миславского и Карла Маркса расположены: 
— Генеральное консульство Республики Казахстан в Казани (по адресу: улица Карла Маркса, дом 8/13);
— Управление Казанской епархии Русской православной церкви и резиденция митрополита Казанского и Татарстанского (по адресу: улица Карла Маркса, дом 9/15);
— главный дом городской усадьбы Урванцовых (по адресу: улица Карла Маркса, дом 11/12).

### Дом жилой (XIX века)
На пересечении улиц Миславского и Большая Красная (дом № 16) находится памятник архитектуры «Дом жилой, XIX в.», являющийся, в соответствии с постановлением Совета министров ТАССР № 320 от 27 июля 1987 года, объектом культурного наследия регионального (республиканского) значения.
Двухэтажное кирпичное, отштукатуренное здание построено в XIX веке в стиле классицизма. Поддерживает регулярную планировочную структуру, закрепляет угол улиц Миславского и Большой Красной.
На дворовом фасаде здания сохранились следы от артиллерийских снарядов, которыми обстреливался центр города во время гражданской войны.

## Фотографии

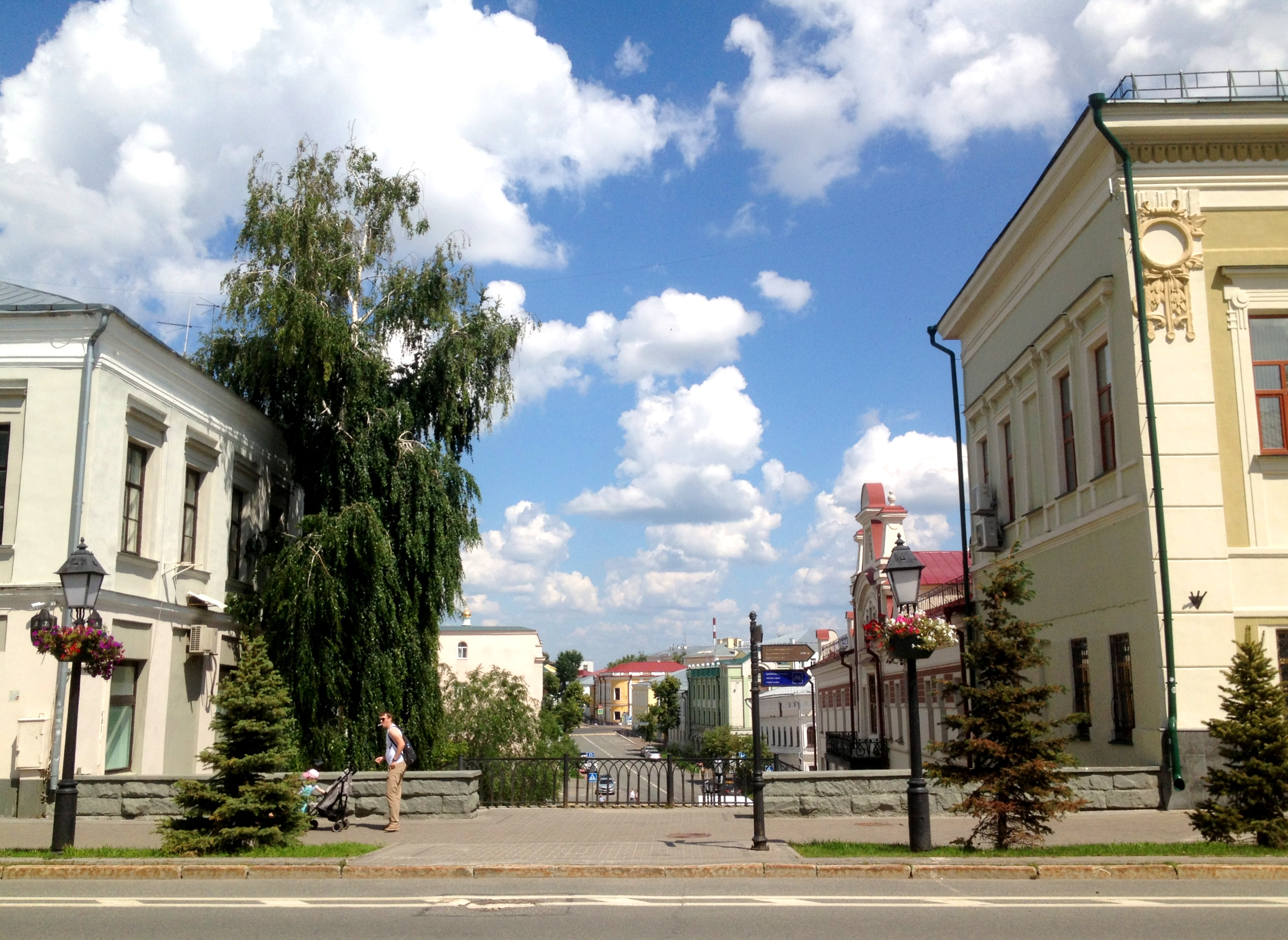
Спуск с ул. Кремлёвской на ул. Миславского
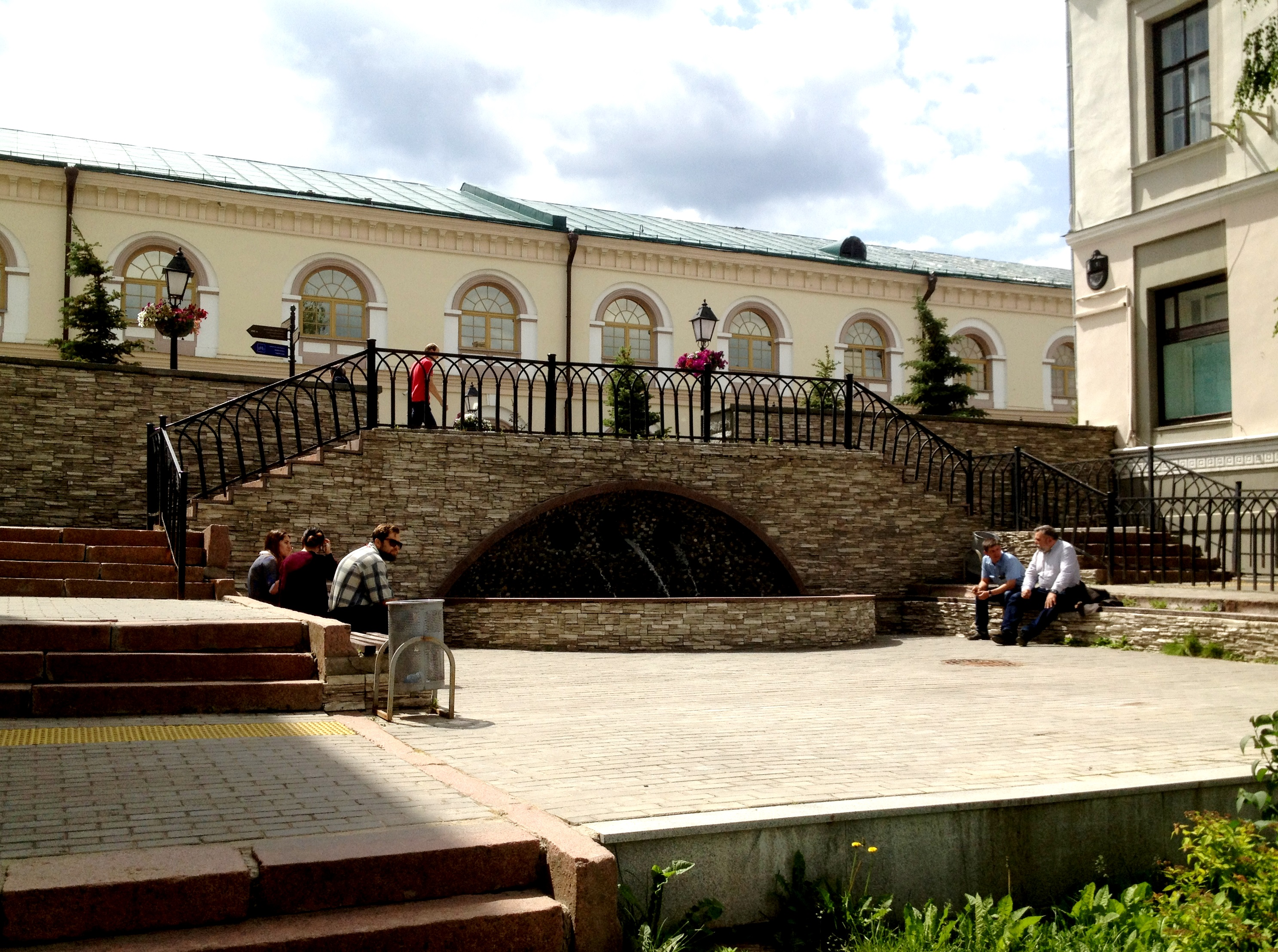
Начало улицы Миславского (лестница, фонтан)
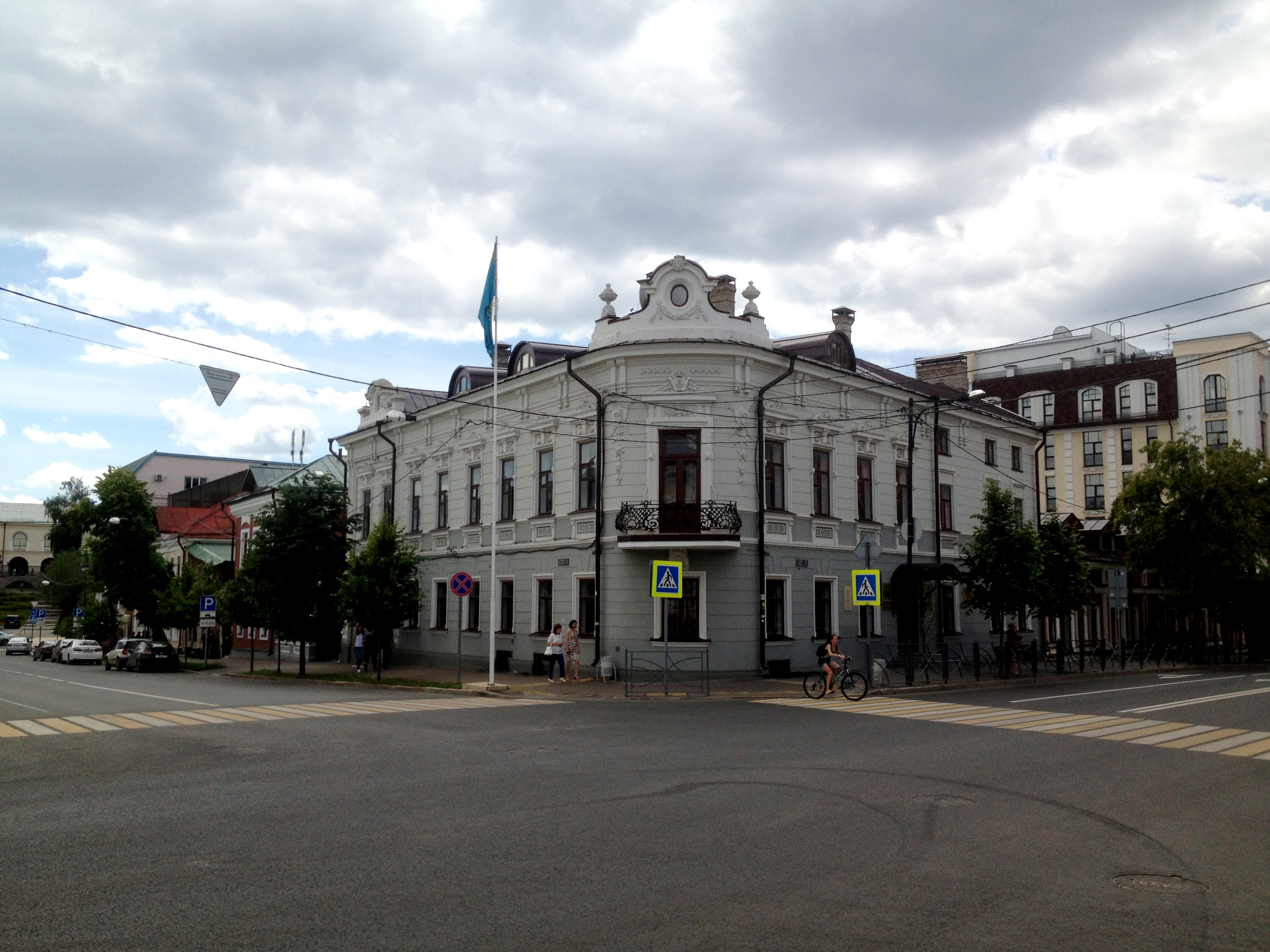
Генеральное консульство Республики Казахстан в Казани
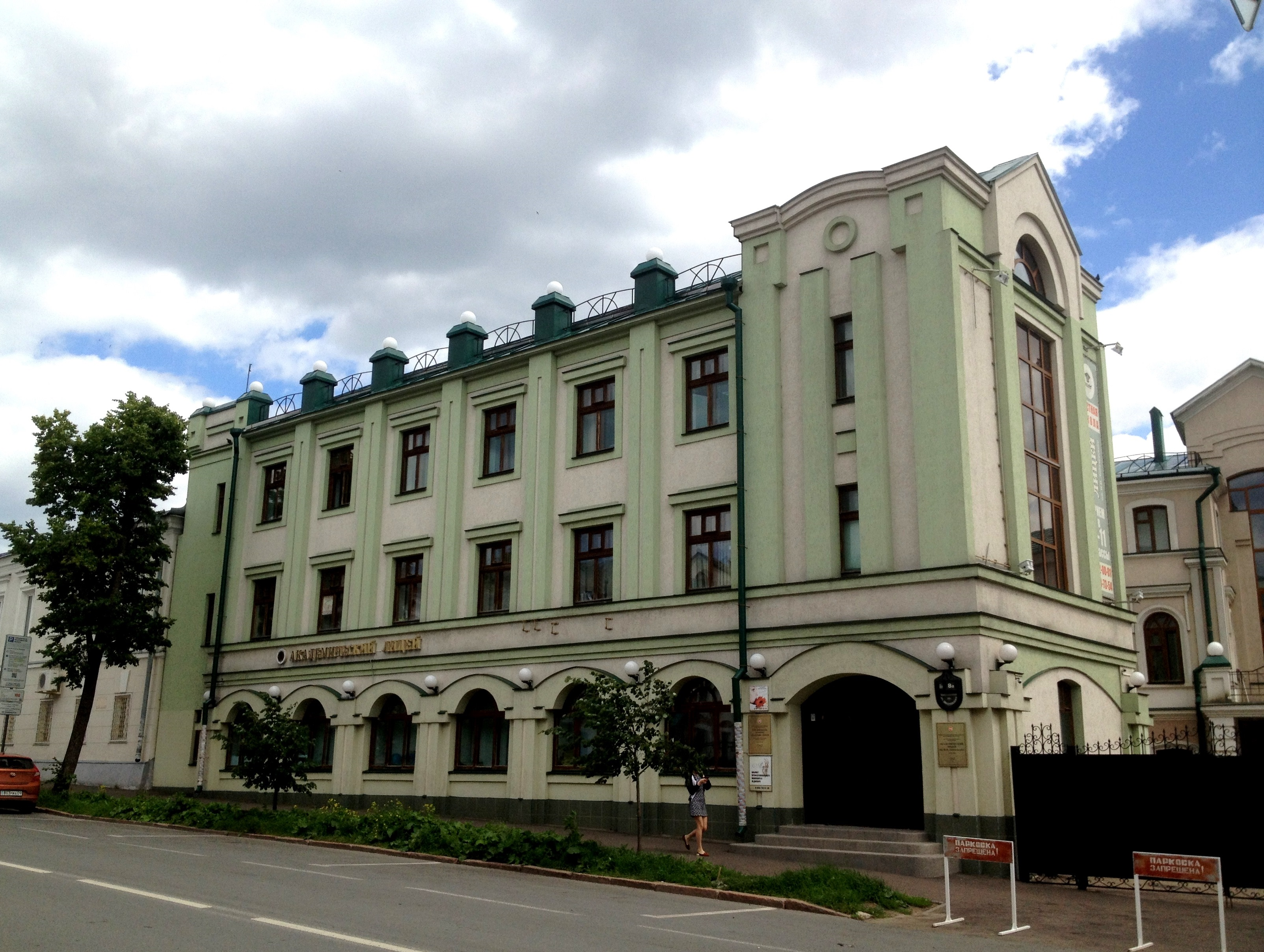
«Академический лицей имени Н. И. Лобачевского»